# Ahnatal
Ahnatal is een gemeente in de Duitse deelstaat Hessen, en maakt deel uit van de Landkreis Kassel.
Ahnatal telt 8.021 inwoners.

## Plaatsen in de gemeente Ahnatal

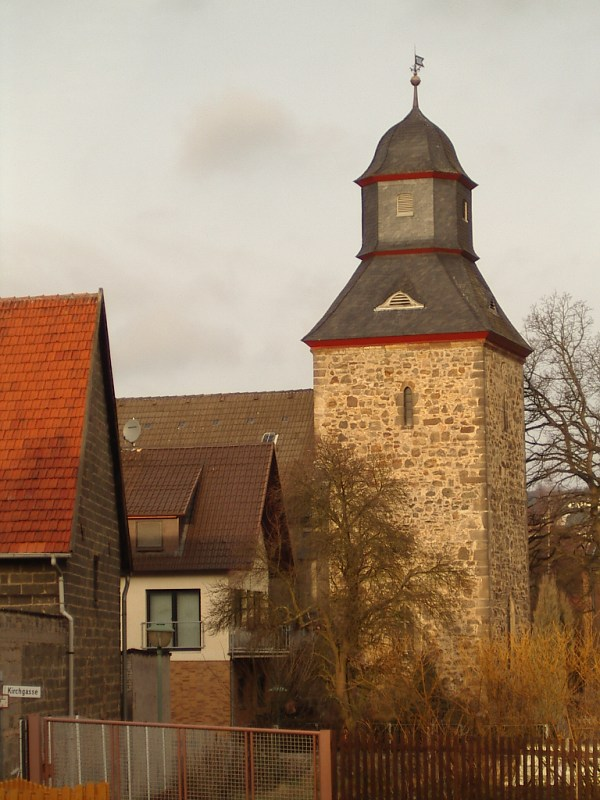
Kerktoren van Heckershausen

- Heckershausen
- Weimar

Ahnatal · Bad Emstal · Bad Karlshafen · Baunatal · Breuna · Calden · Espenau · Fuldabrück · Fuldatal · Grebenstein · Habichtswald · Helsa · Hofgeismar · Immenhausen · Kaufungen · Liebenau · Lohfelden · Naumburg · Nieste ·  Niestetal ·  Reinhardshagen · Schauenburg · Söhrewald · Trendelburg · Vellmar · Wesertal · Wolfhagen · Zierenberg